# Дарсе
Дарсе (фр. Darcey) насеље је и општина у источном делу централне Француске у региону Бургоња, у департману Златна обала која припада префектури Монбар.
По подацима из 2011. године у општини је живело 346 становника, а густина насељености је износила 18,3 становника/km². Општина се простире на површини од 18,91 km². Налази се на средњој надморској висини од 233 метара (максималној 446 m, а минималној 253 m).

## Демографија
| 1962. | 1968. | 1975. | 1982. | 1990. | 1999. | 2011. |
| ----- | ----- | ----- | ----- | ----- | ----- | ----- |
| 411   | 437   | 394   | 336   | 328   | 301   | 346   |

График промене броја становника у току последњих година